# Lesenepole
Lesenepole/ Matolwane is een dorp in het district Central in Botswana. De plaats telt 3048 inwoners (2011).